# Чумашская расписная пещера

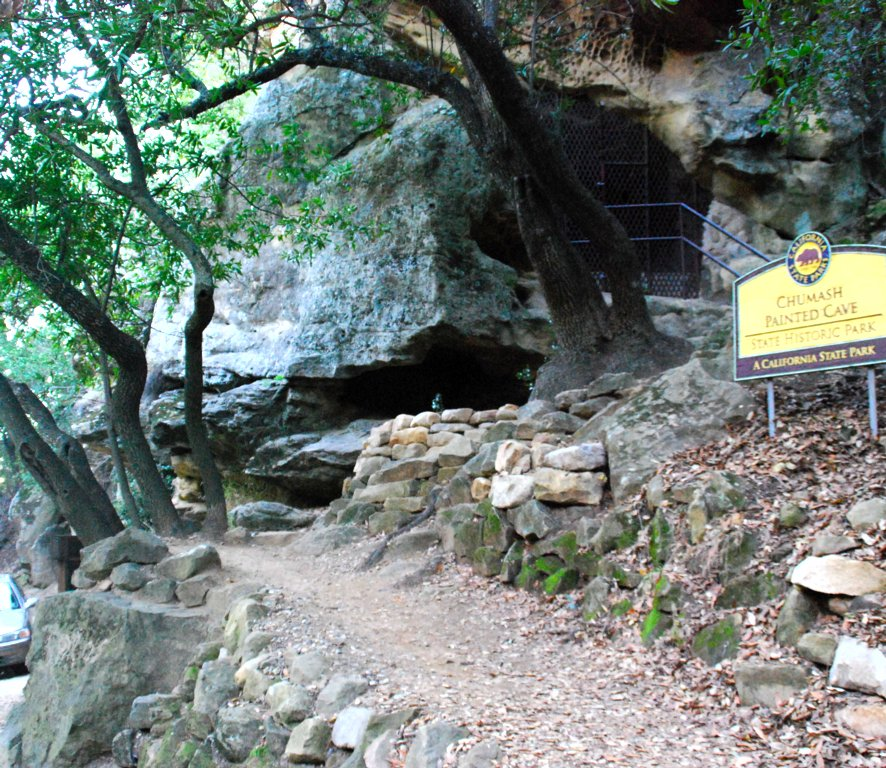
Парк, где находится пещера

Исторический парк штата Калифорния «Расписная пещера», англ. Painted Cave State Historic Park — небольшая пещера из песчаника, украшенная настенной росписью, создание которой приписывают индейцам племени чумашей. Находится в 18 км к северо-западу от г. Санта-Барбара в штате Калифорния.

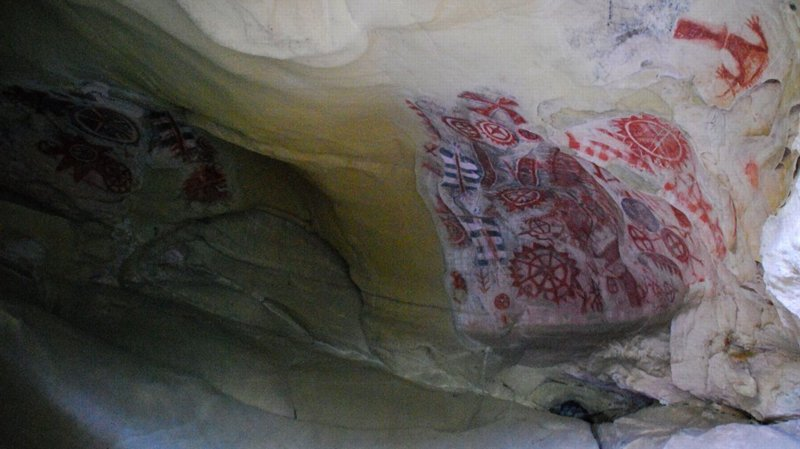
Панорамный обзор пещеры.

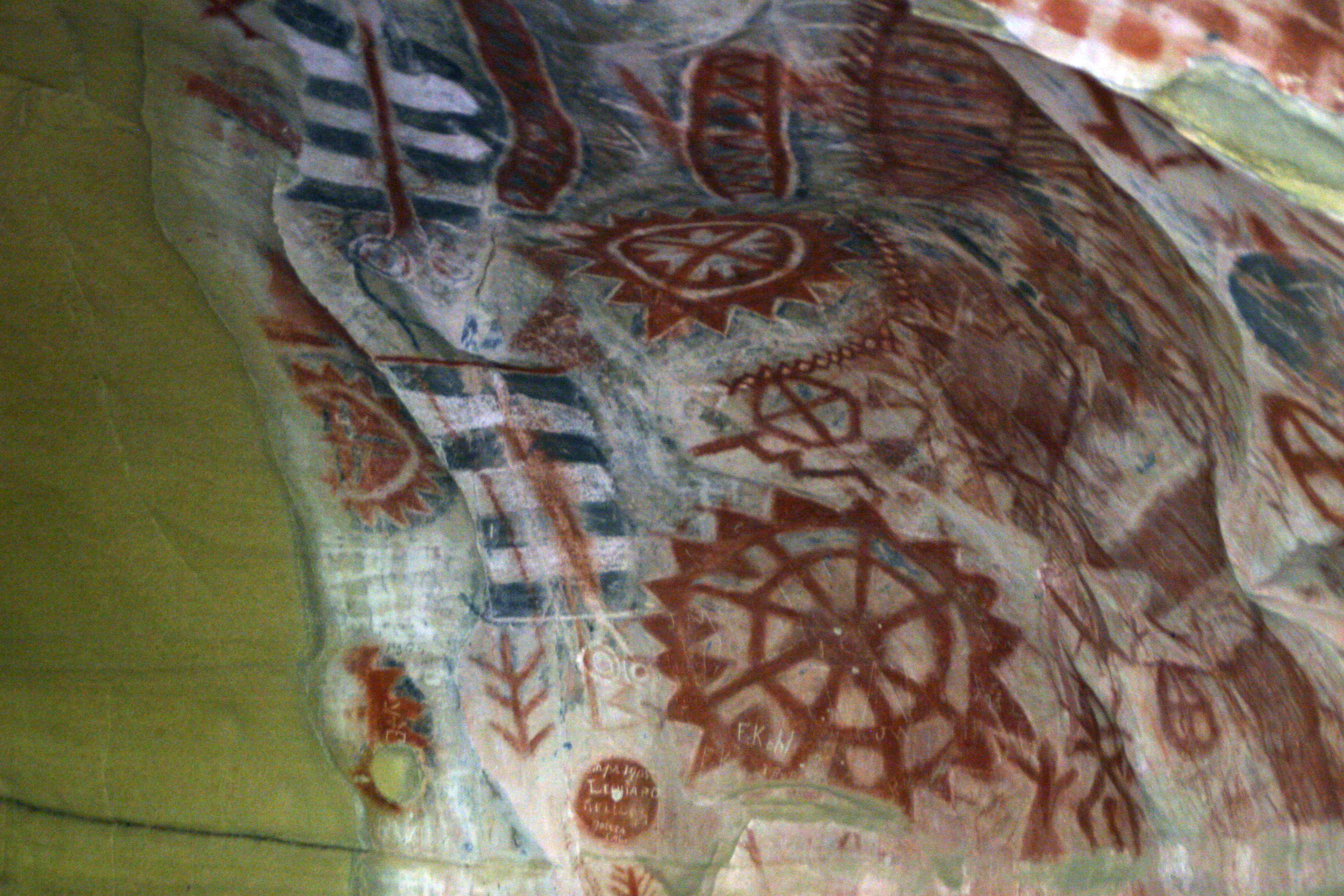
Рисунки на камнях: вид вблизи.

Неглубокая пещера с гладкими песчаниковыми стенами неправильной формы содержит многочисленные рисунки, выполненные минеральными пигментами. Часть рисунков предположительно отражает космологические представления чумашей. Хронологический разброс между наиболее ранними и поздними рисунками индейцев, по разным оценкам, колеблется от 200 до 1000 и более лет. Также на стенах пещеры имеются граффити более позднего происхождения, начиная со времён ранних белых поселенцев в этих местах. Обеспокоенность властей сохранностью исторических рисунков привела к созданию Государственного исторического парка. В 1972 г. парк был включён за № 72000256 в Национальный реестр исторических мест.
Доступ к пещере относительно удобен с шоссе CA 154.
Парк с пещерой — один из немногих, где у туристов есть возможность увидеть образцы оригинального наскального искусства народа чумашей. Фотографирование со вспышкой, тем не менее, запрещено, поскольку они могут повредить изображения, хотя не запрещено подсвечивать изображения во время съёмки или использовать долгую выдержку.